# Samantha Bricio
Samantha Estephania Guadalupe Bricio Ramos (Guadalajara, 22 novembre 1994) è una pallavolista messicana, schiacciatrice dell'İlbank.

## Carriera

### Club
La carriera di Samantha Bricio, sorella minore dell'ex pallavolista Irving Bricio, inizia nei tornei giovanili messicani, giocando a partire dal 2009 per la formazione dello stato di Jalisco, con cui prende parte ai tornei amatoriali messicani.
Grazie alle prestazioni in nazionale, ottiene una borsa di studio presso la Southern California, trasferendosi così negli Stati Uniti d'America e partecipando alla NCAA Division I dal 2012 al 2015: nonostante non ottenga grandi risultati con la sua squadra, fa incetta di riconoscimenti individuali, fra i quali spicca quello di National Player of the Year.
Nella stagione 2016-17 firma il suo primo contratto professionistico con l'Imoco Volley di Conegliano, club militante nella Serie A1 italiana, conquistando la Supercoppa italiana 2016, dove viene premiata anche come MVP, la Coppa Italia 2016-17 e lo scudetto 2017-18.
Nell'annata 2018-19 viene ingaggiata dal Fenerbahçe, nella Sultanlar Ligi turca, per poi ritornare in Italia, disputando il campionato 2019-20 con la Savino Del Bene di Scandicci, in Serie A1, mentre nella stagione 2020-21 è impegnata nella Superliga russa con la maglia della Dinamo-Ak Bars, con cui si aggiudica una Supercoppa russa e e due edizioni della Coppa di Russia.
Per il campionato 2022-23 è di scena nella Chinese Volleyball Super League con lo Shanghai, dove milita per un biennio. Dopo un'annata di inattività, nella stagione 2025-26 torna a giocare in Sultanlar Ligi, questa volta indossando la casacca dell'İlbank.

### Nazionale
Fa parte della nazionale messicana under 18, conquistando la medaglia d'argento al campionato nordamericano 2008 e 2010, venendo premiata come MVP di quest'ultima edizione; viene inoltre insignita del premio come miglior realizzatrice alla Coppa panamericana 2011, dove si aggiudica un altro argento. Gioca anche con la nazionale under 20, ricevendo i premi di rising star e miglior realizzatrice rispettivamente al Campionato nordamericano 2008 e alla Coppa panamericana 2011.
Nel 2010 debutta in nazionale maggiore in occasione dei XXI Giochi centramericani e caraibici, venendo premiata come miglior realizzatrice e miglior servizio. Dopo aver ricevuto un altro premio come miglior realizzatrice alla Coppa panamericana 2013, si aggiudica la medaglia d'argento alla NORCECA Final Six 2021 e l'oro alla NORCECA Final Four 2022, dove viene premiata come miglior schiacciatrice. Nel 2025 vince ancora una medaglia alla NORCECA Final Four, questa volta d'argento, premiata anche in questo caso come miglior schiacciatrice.

## Palmarès

### Club
- Campionato italiano: 1

2017-18
- Coppa Italia: 1

2016-17
- Coppa di Russia: 2

2020, 2021
- Supercoppa italiana: 1

2016
- Supercoppa russa: 1

2020

### Nazionale (competizioni minori)
- Campionato nordamericano under 18 2008
- Campionato nordamericano under 18 2010
- Coppa panamericana under 18 2011
- NORCECA Final Six 2021
- NORCECA Final Four 2022
- NORCECA Final Four 2025

### Premi individuali
- 2008 - Campionato nordamericano under 20: Rising star
- 2010 - XXI Giochi centramericani e caraibici: Miglior realizzatrice
- 2010 - XXI Giochi centramericani e caraibici: Miglior servizio
- 2010 - Campionato nordamericano under 18: MVP
- 2011 - Coppa panamericana under 18: Miglior realizzatrice
- 2011 - Coppa panamericana under 20: Miglior realizzatrice
- 2013 - Coppa panamericana: Miglior realizzatrice
- 2013 - All-America Second Team
- 2014 - All-America Second Team
- 2015 - All-America First Team
- 2015 - National Player of the Year
- 2015 - NCAA Division I: San Diego Regional All-Tournament Team
- 2016 - Supercoppa italiana: MVP
- 2022 - NORCECA Final Four: Miglior schiacciatrice
- 2025 - NORCECA Final Four: Miglior schiacciatrice